# Згарби, Витторио
Витто́рио Умбе́рто Анто́нио Мари́я Зга́рби (итал. Vittorio Umberto Antonio Maria Sgarbi; род. 8 мая 1952, Феррара) — итальянский арт-критик, телеведущий и политик.

## Биография
Изучал историю искусства в Болонском университете. Является автором многочисленных научных работ, посвящённых в основном итальянской культуре и её истории. С 1990-х годов считается одним из самых известных итальянских критиков современного искусства. В 1990 году за книгу «Davanti all’immagine» получил престижную итальянскую литературную премию «Банкарелла». 
Вёл собственную телевизионную программу.
В начале 1990-х годов начал политическую деятельность. Являлся кандидатом в мэры города Пезаро от Коммунистической партии, входил в городской совет Сан-Северино-Марке от Итальянской социалистической партии.
С 1992 года избирался членом Палаты депутатов от Либеральной партии, «Вперёд, Италия» и собственного движения «Либералы — Згарби».
В июне 2001 года был назначен заместителем госсекретаря Министерства культуры во втором правительстве Сильвио Берлускони. Являлся заместителем министра с июня 2002 года.
Асессор культуры Милана с 2006 по 2008 год.
В 2018 году был избран в палату представителей. Голосовал за правительство Конте.
Избирался мэром Сан-Северино-Марке, Салеми (2008—2012), Сутри.
2 ноября 2022 года вступил в должность младшего статс-секретаря Министерства культуры в правительстве Мелони.
На муниципальных выборах 14 мая 2023 года избран мэром Арпино.
2 февраля 2024 года ушёл в отставку с должности младшего статс-секретаря из-за расследования против него по подозрению в конфликте интересов как должностного лица и доходов от частной деятельности в качестве искусствоведа, начатого Управлением по обеспечению конкуренции на основании анонимных заявлений. Расследование было начато в октябре 2023 года. В расследовании фигурируют сотни тысяч евро. Кроме того, прокуратурой г. Мачерата было начато собственное расследование в отношении Згарби по делу картины художника эпохи барокко Рутилио ди Лоренцо Манетти, которая была украдена из замка Буриаско в Пьемонте в 2013 году.